# 马尔朗
马尔朗（法語：Marlens，法語發音：[maʁlɑ̃]）是法国上萨瓦省的一个旧市镇，位于该省南部，属于阿讷西区。2016年1月1日，马尔朗和相邻的孔圣科隆布合并成为新市镇瓦勒德谢斯（Val de Chaise）。

## 地理
马尔朗（45°46'4"N, 6°20'57"E）面积15.23 平方千米，位于法国奥弗涅-罗讷-阿尔卑斯大区上萨瓦省，该省份为法国东部省份，历史上为薩伏依的一部分，北与瑞士接壤，西接安省，南至萨瓦省，东与瑞士和意大利接壤。
与马尔朗接壤的市镇（或旧市镇、城区）包括：。
马尔朗的时区为UTC+01:00、UTC+02:00（夏令时）。

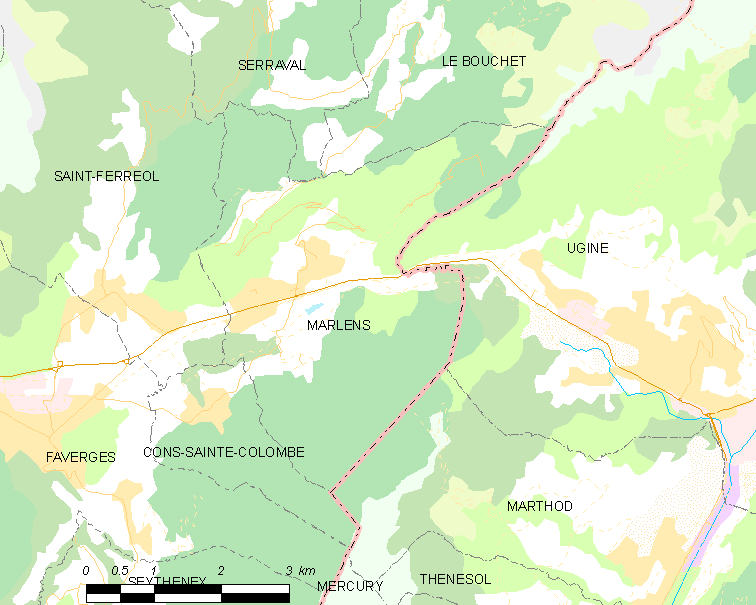
马尔朗的OSM定位图

## 行政
马尔朗的邮政编码为74210，INSEE市镇编码为74167。

## 政治
马尔朗所属的省级选区为法韦日-塞特内县。

## 人口

1962-2008年间马尔朗人口变化图示

马尔朗于2018年1月1日时的人口数量为983人。